# Cynara cardunculus
Артичока или гардун (Cynara cardunculus) вишегодишња je зељаста повртарска биљка која успева у топлијем поднебљу. Спада у вишегодишње поврће. На врху стабла цветови граде цваст главицу. Главице су крупне и имају меснату цветну осовину, а споља су обавијене меснатим листовима љубичасте или зелене боје. Они су укусни и служе као поврће. Има специфичан укус јер у знатној количини садрже органске киселине, етерична уља и неке горке састојке. Због тога има и лековита својства.